# Stopplaats Gasfabriek
Stopplaats Gasfabriek (telegrafische verkorting: sga) is een voormalige stopplaats aan de spoorlijn Elst - Dordrecht, destijds geëxploiteerd door de Maatschappij tot Exploitatie van Staatsspoorwegen en aangelegd door de Staat der Nederlanden. De stopplaats lag ten noorden van de gasfabriek die aan de Merwede gelegen was, tussen Giessendam en Sliedrecht, in de voormalige gemeente Giessendam. Aan de spoorlijn werd de stopplaats voorafgegaan door station Giessendam-Oudekerk en gevolgd door station Sliedrecht. Stopplaats Gasfabriek werd geopend op 16 juli 1885 en gesloten op 1 juni 1921. Bij de stopplaats was een wachterswoning aanwezig met het nummer 73.
0: Elst ·
1: Vork ·
6: Valburg ·
11: Zetten-Andelst ·
15: Hemmen-Dodewaard ·
17: Opheusden ·
21: Kesteren ·
25: Schaapsteeg ·
27: Echteld ·
33: Tiel ·
35: Tiel Passewaaij ·
37: Wadenoijen ·
41: Utrechtsche Straatweg ·
45: Geldermalsen ·
51: Beesd ·
55: Rhenoy ·
58: Leerdam ·
66: Arkel ·
Gorinchem Noord ·
71: Gorinchem ·
73: Schelluinen ·
75: Giessen-Nieuwkerk ·
77: Boven Hardinxveld ·
78: Hardinxveld-Giessendam (1885) ·
79: Hardinxveld-Giessendam (1957) ·
80: Gasfabriek ·
Hardinxveld Blauwe Zoom ·
84: Sliedrecht ·
86: (Sliedrecht) Baanhoek ·
87: Sliedrecht Baanhoek ·
90: 't Visschertje ·
91: Dordrecht Stadspolders ·
94: Dordrecht